# مسجد دودانگه
مسجد دودانگه مربوط به دوره قاجار است و در شهرستان ساری، بخش دودانگه، روستای علی‌آباد واقع شده و این اثر در تاریخ ۲۵ آذر ۱۳۷۵ با شمارهٔ ثبت ۱۸۰۹ به‌عنوان یکی از آثار ملی ایران به ثبت رسیده است.